# Heterolepidoderma multiseriatum
Heterolepidoderma multiseriatum is een buikharige uit de familie Chaetonotidae. Het dier komt uit het geslacht Heterolepidoderma. Heterolepidoderma multiseriatum werd in 1978 voor het eerst wetenschappelijk beschreven door Balsamo. 